# Amblyothele atlantica
Amblyothele atlantica Russell-Smith, Jocqué & Alderweireldt, 2009 è un ragno appartenente alla famiglia Lycosidae.

## Etimologia
Il nome proprio della specie deriva dalla catena montuosa camerunese di rinvenimento degli esemplari: i monti Atlantic.

## Caratteristiche
L'olotipo femminile rinvenuto ha lunghezza totale di 4,17mm; la lunghezza del cefalotorace è di 1,75mm; e la larghezza è di 1,08mm.

## Distribuzione
La specie è stata reperita nel Camerun settentrionale: l'olotipo femminile è stato rinvenuto sui monti Atlantic, nella parte occidentale della Regione del Nord.

## Tassonomia
Al 2016 non sono note sottospecie e dal 2009 non sono stati esaminati nuovi esemplari.